# Station Belle Vue
Belle Vue is een spoorwegstation in Engeland. 